# تيرتينيا
تيرتينيا، (بالإنجليزية: Tertenia)‏، هي بلدية في مقاطعة نوورو، في إقليم سردينيا الإيطالي، وتقع على بعد حوالي 70 كم (43 ميل) شمال شرق كالياري، وحوالي 25 كم (16 ميل) جنوب تورتولي. 

## السكان
في سنة 1861 بلغ عدد السكان 1٬221 نسمة، وتطور العدد ليصل في سنة 2011 لـ 3٬815 نسمة.
يظهر هذا المخطط البياني تطور النمو السكاني لـ تيرتينيا